# تقييم النظام البيئي

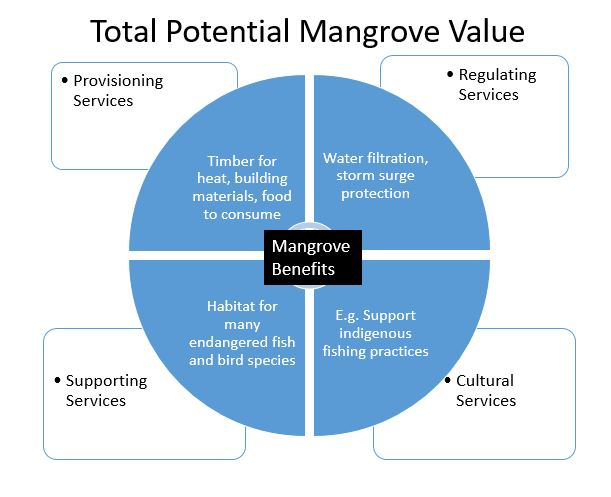
رسم بياني دائري للخدمات البيئية (توفير الخدمات وتنظيمها ودعمها وثقافتها)

إن تقييم النظام البيئي (بالإنجليزية: Ecosystem valuation)‏ هو أداة تستخدم على نطاق واسع في تحديد أثر الأنشطة البشرية على النظام البيئي، من خلال تخصيص قيمة اقتصادية لنظام بيئي أو الخدمات المُتعلقة به.
أبسط شكل من تقييمات النظام البيئي للاقتصاديين هو أن يكون للنظام البيئي قيمة تعادل قيمة العائد البيئي كما هو الحال في أسواق السلع الأساسية: كما هو الحال بالنسبة لقيمة المياه أو الخشب أو السمك أو الموارد التي يتم تنقيتها أو تمريضها أو التي ولدت أو تؤوي في ذلك النظام البيئي. كما إن قيمة التبادل أو السعر ترتبط بأهداف القيمة التي تعتبر رأس مال طبيعي، مقترنة بالنظم البيئية، وقد يستند ذلك إلى قدرة النظام على إنتاج غلة كل سنة قابلة للتبادل في الأسواق العاملة والتي يكون لديها أسعار الصرف.

## التاريخ والنموذج الاقتصادي

### التاريخ
على الرغم من وجود تحليلات التكلفة والفوائد وتوليد القيمة السوقية في الأدبيات الاقتصادية لعدة قرون. إلا أن أول من قدر القيمة العالمية لخدمات النظام البيئي كان الأستاذ الجامعي المتخصص في موضوع الاستدامة في جامعة ولاية بورتلاند، أوريغون روبرت كوستانزا عام 1997، وقد جذب عمله الأنظار إلى هذا المجال. قدر روبرت وزملاؤه أن قيمة هذه الخدمات تساوي 33 تريليون دولار سنويًا (44 تريليون دولار حاليًا).
على الرغم من الاهتمام الذي نجم عن عمل كوستانزا، فقد قال البنك الدولي، بعد ثلاثة عقود، إن «الفوائد التي توفرها النظم البيئية الطبيعية تلق اعترافًا واسعًا ولكنها غير مفهومة بشكل جيد».
بالإشارة إلى أهمية هذه الأمر في صنع السياسات، وافق وزراء البيئة في دول مجموعة الثمانية والخمسة عام 2007 على الدعوة العامة والبدء في حساب فوائد النظام البيئي العالمي، وتكاليف الحفاظ عليه، وتكاليف تطوير بدائل لمثل هذه النظم البيئية. نتج عن ذلك مبادرة مستجمعات المياه، والمبادرة الجارية الآن هي «اقتصاديات النظم البيئية والتنوع البيئي».
اقترح مجلس الرئيس للعلوم والتكنولوجيا في الولايات المتحدة عام 2011 أنه «يجب على الحكومة تمويل تقييم خدمات النظم البيئية كل أربع سنوات» والذي يدرس أداء النظام البيئي وجودته وقيمته.

### النماذج الاقتصادية: القيم والتكاليف ومنهجية القيمة
يهدف تقييم النظام البيئي إلى رصد مجموعة الفوائد والتكاليف الواردة في شبكة طبيعية معقدة مع مجموعة من المنهجيات الاقتصادية. توفر النظم البيئية أربع فئات عامة من الخدمات: الإمداد (مثل الأسماك للأكل، والأخشاب للبيع)، والتنظيم، والدعم ، والثقافة (مثل النظم البيئية التي تدعم الإمدادات من الملابس التقليدية).
يمكن أن توفر هذه الأنواع الأربعة من الخدمات فئتين أساسيتين من القيمة: فئة الاستخدام وعدم الاستخدام. فصل الاقتصاديون البيئيون التصنيفات التي يرغب الأفراد في دفع ثمنها:
قيمة الاستخدام المباشر
أبسط شكل من أشكال تقييم النظام البيئي للاقتصاديين البيئيين الأرثوذكس، ويتضمن العائد البيئي المباشر كما هو الحال في أسواق السلع: على سبيل المثال قيمة المياه أو الأخشاب أو الأسماك أو غيرها من السلع إذا طورت وبيعت على الفور بسعر السوق. وبالتالي، ترتبط قيمة التبادل أو «السعر» بأشياء ذات قيمة، تُعتبر رأس مال طبيعي مرتبطة بالنظم البيئية وقد يعتمد هذا على قدرة النظام على إنتاج عوائد قابلة للاستبدال كل عام في أسواق التشغيل ولديها أسعار صرف.
تتضمن فئة الاستخدام غير المباشر الاستخدامات غير المباشر لخدمات النظام البيئي، من خلال العوامل الخارجية الإيجابية التي توفرها النظم البيئية.
يوضح البنك الدولي أنها «مشتقة من خدمات النظام البيئي التي توفر فوائد خارج النظام البيئي نفسه. ومن الأمثلة على ذلك تنقية المياه الطبيعية التي غالبًا ما تفيد الأشخاص في مناطق بعيدة عن مجرى النهر، ووظيفة الحماية من العواصف لغابات الأيكة الساحلية التي تفيد الخصائص الساحلية والبنية التحتية، وعزل الكربون الذي يفيد المجتمع العالمي بأكمله من خلال الحد من الاحتباس الحراري».